# 小卡霍夫卡
46°46′50″N 33°26′50″E / 46.78056°N 33.44722°E
小卡霍夫卡（烏克蘭語：Малокаховка）是位於烏克蘭南部的村莊，由赫爾松州卡霍夫卡區的卡霍夫卡市鎮負責管轄。該村始建於1783年，面積1.99平方公里，海拔高度19米，2001年人口3,297，人口密度每平方公里1,659人。